# 全燃聯合動力方式

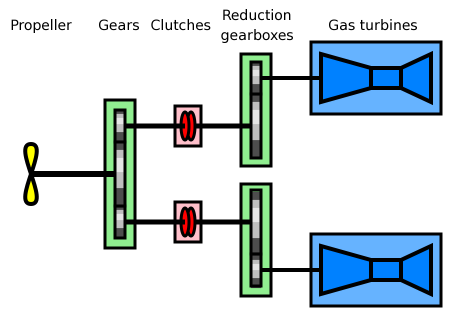
全燃联合动力方式原理

全燃联合动力方式 （英語： 简称：）为一种由複數台相同功率燃气轮机交替或同时驱动传动轴的船用动力装置。通过传动轮及离合器，该系统在不同船速下可选择使用任意一台燃气轮机，或两者同时驱动。使用複數台燃气轮机會使船隻拥有两种不同输出功率的优势。在船隻需要高速航行時使用全部燃氣輪機，巡航速度時只使用部份燃氣輪機，以達到更經濟的運轉效率。全燃联合推动系统儘管有著複雜度高、變速箱要求嚴格以及燃油消耗量大的問題，但有著集成自動化程度高、啟用靈敏（加速迅猛）、具有更小的占地面积、運作時只會產生高頻噪音（尖嘯）而更有利於軍艦聲學隱身和适应不同工况的优势，因此受到各国海军的青睐。
類似的還有電耦合的燃電-燃聯合動力方式，應用實例有朝日級驅逐艦 (2016年)和摩耶級驅逐艦。

## 應用實例
- 克里瓦克級巡防艦，1970年
- 卡拉級巡洋艦，1971年
- 斯普鲁恩斯级驱逐舰，1975年
- 奧利弗·哈澤德·派里級巡防艦，1977年
- 無敵級航空母艦，1980年
- 阿德萊德級巡防艦，1980年
- 無畏級驅逐艦，1980年
- 紀德級驅逐艦，1981年
- 提康德罗加级导弹巡洋舰，1983年
- 加里波底號航空母艦，1985年
- 旗風級驅逐艦，1986年
- 聖塔瑪麗亞級巡防艦，1986年
- 朝霧級驅逐艦，1988年
- 22型巡防艦批次3，1988年
- 阿斯圖裡亞斯親王號航空母艦，1988年
- 阿利·伯克级驅逐艦，1991年
- 金刚级驱逐舰，1993年
- 成功級巡防艦，1993年
- 不懼級巡防艦，1993年
- 供應級快速戰鬥支援艦，1994年
- 村雨級驅逐艦 (二代)，1996年
- 德里級驅逐艦，1997年
- 盾牌級護衛艦，1999年
- 高波級驅逐艦，2003年
- 塔爾瓦級巡防艦，2003年
- 爱宕级驅逐艦，2007年
- 加富爾號航空母艦，2008年
- 世宗大王級驅逐艦，2008年
- 日向級直升機驅逐艦，2009年
- 秋月級驅逐艦 (2010年)，2012年
- 加爾各答級驅逐艦，2014年
- 出雲級直升機驅逐艦，2015年
- 格里戈洛維奇海軍上將級巡防艦，2016年
- 055型驱逐舰，2020年
- 維沙卡帕特南級驅逐艦，2021年
- 維克蘭特號航空母艦 (IAC-I)，2022年
- 正祖大王級驅逐艦，2024年